# II liga polska w hokeju na lodzie (1985/1986)
II liga polska w hokeju na lodzie 1985/1986 – 31. sezon drugiego poziomu ligowego hokeja na lodzie w Polsce rozegrany na przełomie 1985 i 1986 roku.

## Formuła
W porównaniu do poprzedniego sezonu przywrócono podział na Grupę Północną (sześciu uczestników) i Grupę Południową (siedmiu uczestników). Po zakończeniu rundy zasadniczej po dwie najlepsze drużyny z obu grup zakwalifikowały się do rundy półfinałowej, w której rozegrały między sobą turniej. Dwa pierwsze zespoły z tej rozgrywki rozegrały finał w dwumeczu o awans do I ligi. Pozostałe drużyny przewidziano do rywalizacji o „Puchar Sportu”. Start ligi zaplanowano na 5 października 1985.
Mistrzostwo II ligi edycji 1985/1986 i jednocześnie awans do I ligi w sezonie 1986/1987 uzyskał zespół Polonii Bydgoszcz.

## Sezon zasadniczy

### Grupa Północna
- Boruta Zgierz
- Polonia Bydgoszcz
- Pomorzanin Toruń
- Stoczniowiec II Gdańsk
- Włókniarz Zgierz
- Znicz Pruszków

#### Tabela
1. Polonia Bydgoszcz – awans do eliminacji o I ligę
2. Pomorzanin Toruń – awans do eliminacji o I ligę

### Grupa Południowa
| - I dwumecz – 05-06.X.1985: - Stal Sanok – Odra Opole 5:0, 5:0 (dwukrotnie walkower): - Dolmel Wrocław – Unia Oświęcim 3:13, 2:17 - Zagłębie II Sosnowiec – Polonia II Bytom 5:0 (walkower), 3:3 - GKS Jastrzębie – pauza - II dwumecz – 19-20.X.1985: - GKS Jastrzębie – Stal Sanok 6:6 (0:1, 1:3, 5:2), 10:5 (2:2, 5:1, 3:2) - Unia Oświęcim – Zagłębie II Sosnowiec 6:0, 9:3 - Odra Opole – Dolmel Wrocław 8:3, 4:0 - Polonia II Bytom – pauza - III dwumecz – 26-27.X.1985: - Dolmel Wrocław – GKS Jastrzębie 3:8, 2:11 - Polonia II Bytom – Unia Oświęcim 4:8, 4:8 - Zagłębie II Sosnowiec – Odra Opole 6:2, 3:2 - Stal Sanok – pauza - IV dwumecz – 09-10.XI.1985: - Stal Sanok – Dolmel Wrocław 14:1 (8:0, 6:1, 0:0), 3:5 (3:2, 0:2, 0:1) - GKS Jastrzębie – Zagłębie II Sosnowiec 3:4, 5:6 - Odra Opole – Polonia II Bytom 5:9, 5:4 - Unia Oświęcim – pauza - V dwumecz – 16-17.XI.1985: - Zagłębie II Sosnowiec – Stal Sanok 4:3 (0:0, 3:1, 1:2), 3:3 (0:2, 0:0, 3:1) - Polonia II Bytom – GKS Jastrzębie 5:5, 2:5 - Unia Oświęcim – Odra Opole 12:1, 12:1 - Dolmel Wrocław – pauza - VI dwumecz – 23-24.XI.1985: - Stal Sanok – Polonia II Bytom 7:7 (3:1, 3:4, 1:2), 12:3 (4:2, 5:1, 3:0) - Odra Opole – pauza - VII dwumecz – 30.XI.-01.XII.1985: - Unia Oświęcim – Stal Sanok 12:5 (3:2, 5:1, 4:2), 10:6 (3:2, 6:2, 1:2) - Polonia II Bytom – Dolmel Wrocław 5:0 (walkower), 10:0 - Odra Opole – GKS Jastrzębie 3:8, 1:8 - Zagłębie II Sosnowiec – pauza |  | - I dwumecz – 08-09.XII.1985: - Odra Opole – Stal Sanok 1:8 (0:2, 1:4, 0:2), 3:8 (3:3, 0:3, 0:2) - Unia Oświęcim – Dolmel Wrocław 12:1, 10:1 - Polonia II Bytom – Zagłębie II Sosnowiec 3:5, 2:5 - GKS Jastrzębie – pauza - II dwumecz – 04-05.I.1986: - Stal Sanok – GKS Jastrzębie 2:4 (1:2, 1:1, 0:1), 6:4 (4:1, 2:1, 0:2) - Zagłębie II Sosnowiec – Unia Oświęcim 1:0, 4:5 - Dolmel Wrocław – Odra Opole - Polonia II Bytom – pauza - III dwumecz – 11-12.I.1986: - GKS Jastrzębie – Dolmel Wrocław - Unia Oświęcim – Polonia II Bytom - Odra Opole – Zagłębie II Sosnowiec - Stal Sanok – pauza - IV dwumecz – 18-19.I.1986: - Dolmel Wrocław – Stal Sanok 1:3 (0:2, 1:0, 0:1), 4:9 (0:2, 1:3, 3:4) - Zagłębie II Sosnowiec – GKS Jastrzębie 3:5, 6:3 - Polonia II Bytom – Odra Opole - Unia Oświęcim – pauza - V dwumecz – 25-26.I.1986: - Stal Sanok – Zagłębie II Sosnowiec 6:4 (3:0, 3:4, 0:0), 3:2 (1:1, 0:0, 2:1) - GKS Jastrzębie – Polonia II Bytom 9:4, 4:2 - Odra Opole – Unia Oświęcim 3:10, 2:9 - Dolmel Wrocław – pauza - VI dwumecz – 01-02.02.1986: - Polonia II Bytom – Stal Sanok 3:4, 9:3 - Odra Opole – pauza - VII dwumecz – 08-09.II.1986: - Stal Sanok – Unia Oświęcim 4:7 (0:0, 2:4, 2:3), 4:6 (0:3, 1:2, 2:2) - Dolmel Wrocław – Polonia II Bytom 5:2, 1:3 - GKS Jastrzębie – Odra Opole 8:4, 9:4 - Zagłębie II Sosnowiec – pauza |

#### Tabela
| Lp. | Zespół                | M  | Pkt | W  | R | P | G + | G - | +/-  |
| --- | --------------------- | -- | --- | -- | - | - | --- | --- | ---- |
| 1   | Unia Oświęcim         | 24 | 44  |    |   |   | 216 | 64  | +152 |
| 2   | Zagłębie II Sosnowiec | 24 | 34  |    |   |   | 109 | 78  | +31  |
| 3   | GKS Jastrzębie        | 24 | 32  |    |   |   | 153 | 102 | +51  |
| 4   | Stal Sanok            | 24 | 27  | 12 | 3 | 9 | 134 | 110 | +24  |
| 5   | Polonia II Bytom      | 24 | 17  |    |   |   | 102 | 119 | -17  |
| 6   | Odra Opole            | 24 | 10  |    |   |   | 74  | 156 | -82  |
| 7   | Dolmel Wrocław        | 24 | 4   |    |   |   | 50  | 207 | -157 |

Uwagi:
- = awans do eliminacji o awans do I ligi
- Bilansy bramkowe drużyn podane w tabeli mogą się nieznacznie różnić z uwagi na niedoskonałą czytelność druku w gazecie[22].

## Eliminacje do I ligi
Do rywalizacji o awans do I ligi zakwalifikowały się Polonia Bydgoszcz i Pomorzanin Toruń (Grupa Północna) oraz Unia Oświęcim i Zagłębie II Sosnowiec (Grupa Południowa). 
Półfinały
- Unia Oświęcim – Pomorzanin Toruń 4:1, 9:4, 7:4, 4:4
- Polonia Bydgoszcz – Zagłębie II Sosnowiec

Finał
W finale spotkały się Polonia i Unia w dwóch dwumeczach:
- Unia Oświęcim – Polonia Bydgoszcz 0:3, 3:5
- Polonia Bydgoszcz – Unia Oświęcim 2:6, 3:1

Mistrzostwo II ligi edycji 1985/1986 i jednocześnie awans do I ligi 1986/1987 uzyskał zespół Polonii Bydgoszcz.